# موروان ۸۸۷۹۵
سیارک ۸۸۷۹۵ (به انگلیسی: 88795 Morvan، نامگذاری:2001SW115) هشتاد و هشت هزار و هفتصد و نود و پنجمین سیارک کشف شده‌است که در ۲۰ سپتامبر ۲۰۰۱ کشف شد.